# Li (mniejszość narodowa)
Li (chiń. 黎; pinyin Lì) – jedna z 55 mniejszości narodowych uznawanych oficjalnie w ChRL. W 2000 populacja Li wynosiła 1 247 814 osób, z których 90% zamieszkiwało Hajnan. Pozostałe 10% jest rozrzucone na południowym wybrzeżu Chin.
Za czasów dynastii Sui mniejszość ta była znana pod nazwą Liliao, a obecnie sama określa się jako lud Hlai lub Sai.
Li cieszą się przychylnością władz w Pekinie, bo w czasie wojny domowej między Komunistyczną Partią Chin a Kuomintangiem stanęli po stronie komunistów. Mniejszość bardzo ucierpiała zaś pod japońską okupacją (1937–45).
Li mają swój własny język hlai, zaliczany do grupy tajsko-kadajskiej. Pismo zyskali dopiero w 1957 roku, kiedy na potrzeby ich języka zaadaptowano alfabet łaciński. Większość przedstawicieli tej mniejszości potrafi mówić po chińsku.